# スーパードルフィー

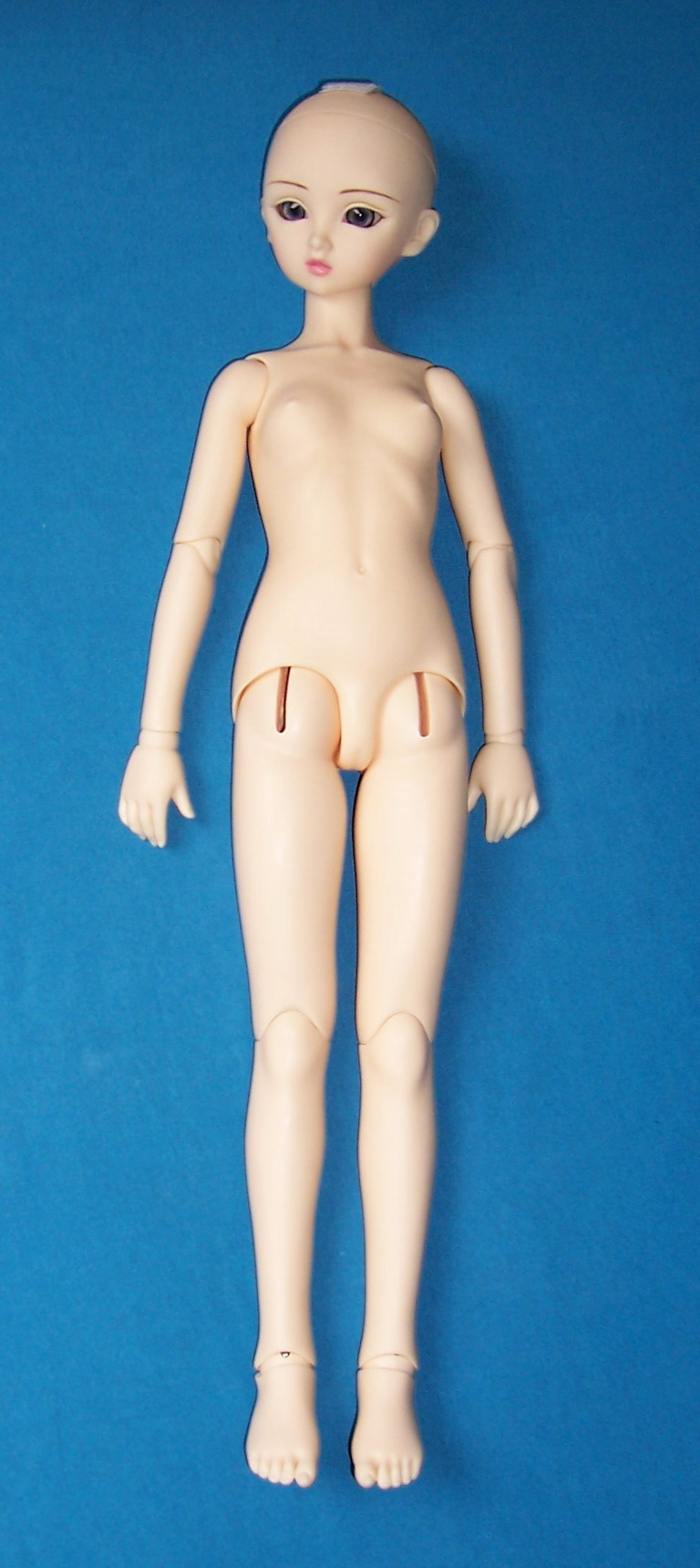
スーパードルフィー

スーパードルフィー (Super Dollfie) とは、株式会社ボークスによって製造、販売されている合成樹脂製の一般向け球体関節人形である。SDと略されることがある。

## 概要
1998年11月、発売開始。1997年に発売された、ボークス製1/6サイズカスタマイズドールの商品名が「ドルフィー（ドール+フィギュアの造語）」であり、それを超えるものとして「スーパードルフィー」と名付けられた。 
当初は小売模型店であったボークスでは、1980年代以降にオリジナルのガレージキット製品を展開しはじめた。そのためスーパードルフィーも発売当初は模型雑誌に広告が打たれ、カスタマイズ方法が掲載されるなど、人形というよりはフィギュアに近い扱いがされており、販売数・生産数ともに少なく、受注生産に近い形で販売されていた。
ユーザーによるカスタマイズを前提とした商品で、着せ替えやウィッグの交換からドールアイの取替えやフェイスのリペイント、果ては削りやパテ盛りによるパーツの改造など、さまざまなレベルでの「カスタマイズ」を楽しむことが出来る。
これまでの合成樹脂製のガレージキットでは、ユーザーの大半は男性であった。その中にあって初めて女性をメインターゲットにした商品であり、ボークスのビジネスに大きな変化をもたらした。塗装を「メイク」、バリ取りやパーティングライン消しを「エステ」と読み替えて推奨したり、サービス化した広報上の工夫も、この製品の特徴の一つである。近年では日本国内だけでなく、日本国外にもファン層を広げている。
合成樹脂製であるため、日光による照射や経時変化等により黄変と呼ばれる劣化が起きる欠点がある。
スーパードルフィーはボークスの登録商標であり、60cmサイズ、40cmサイズの合成樹脂製の球体関節人形の総称として「スーパードルフィー」の名前を使用するのは誤りである。
2018年4月1日、中原淳一の作画を模したスーパードルフィーを、京都髙島屋で1人2体までの100体限定で数量限定の受注生産販売をしたところ、並び屋を駆使した中国での転売目的と見られる1人の男性客により買い占められる結果となった。

## 設定

### 年齢設定
SDには、公式設定として「10歳」「13歳」「16歳」という年齢がつけられているが、「13歳」とされるものは男女ともに成人の体付きであり、むしろ「10歳」の男女の方が、現実のローティーンに近い。
2001年にSDの成長後（13歳）の姿としてSD13が発表されたことから、従来からのSDに対して自然発生的に「10歳」の設定が付けられた。同時に、MSDを4-5歳とする設定もつけられた。
SDおよびSD13（女児）のサイズは55 - 60センチで、身長差はほとんどない。SD13はヘッドパーツがSDより一回りほど小さく作られており、長身に見せる工夫がなされている。しかし、近年では「小顔SD」と呼ばれるヘッドパーツの小さなSDが出てきているため、一見しただけではSDとSD13の区別がつかない場合もある。
MSDは2006年に「みどり通園バージョン」・「まなぶ通園バージョン」の両モデルが発売されたため、幼稚園児であるとの年齢設定が確定された。しかしながら、特に女児の体型は、幼稚園児というより小学生の中学年から高学年と見るほうがふさわしい。

### 世界設定
初期のSDは「異次元からの訪問者」というキャッチコピーで展開されていた。球体関節とテンションゴムによる「創作人形的」な構造に、パーツの交換や改造といった「模型的」なシステムを取り入れたSDは、それまでの着せ替え人形、ガレージキット・フィギュアの中においてまさに「異次元」であり、革新的な「素材」であった。
だが、「天使の里 聖母降臨の儀」の前後を境に、オーナーとSDを密接に繋ぎつける設定展開が盛んになり、それまでの「好みに改造できる球体関節人形のガレージキット」から「購入者の人格を反映する（ボークスは「もうひとりの貴方」と表現する）完成品ドール」へと変化していった。
SD写真集「もうひとりのわたし」にも記載されている「SDの世界観」と題された図説によると、オーナー（SDを所有する人）とSDは「おみ霊（おみたま）」という人智を突き抜けた存在でリンクしており、オーナーとSDは死後も一体の存在であると説いている。こうした擬似宗教的な設定が一部のSDオーナーから嫌われており、「SDの世界観」と題された図説に対する署名サイト　等、抗議運動が起こった事がある 。
一連の世界観設定の中で霊魂のような意味合いで使用されている「おみ霊」という単語は、一部の新宗教（真光系諸教団）で実際に使用されている言葉であり、一時はそういった集団とボークスの関係性が疑われたこともあった。
2006年11月、関西ローカル局のテレビ番組でSDが紹介された際に、スタジオで社長自らが「SDを持つと健康になる」等の「五つの効能」を紹介した。「五つの効能」とは、SDを所有することによって「心が癒される（健康）」、「友人が増える（家族）」、「仕事に意欲がわく（収入）」、「知識が増える（教養）」、「自分自身を見つめ直せる（人格）」というものである。
無論、これらの心境や生活の変化は、SD以外の趣味を楽しむ中でも起こり得るものであり、「まるで霊感商法ではないか」とオーナー間で波紋が広がった。
なお近年は「天使の里」に代表される前述の独特の世界観を維持する一方、例えば同社の冊子「ちょこっとカスタムレッスン Vol.3」において限定SD企画の現場を記事として載せるといった「製品」としての側面を同時に出していることもあって、以前ほどの騒ぎはみられなくなってきている。

## 製品

### ボディの種類による分類
| 名称                           | サイズ | 略称 | 説明 |
| ------------------------------ | ------ | ---- | --- |
| スーパードルフィー             | 55cm   | SD   | 女の子・男の子（56cm)・天使の3タイプ。 |
| スーパードルフィー13           | 57cm   | SD13 | 女の子・男の子(62cm)・精霊の3タイプ。 |
| スーパードルフィー16           | 62.3cm | SD16 | 限定モデルのみ。男の子(65cm)「椹木 雪之丞」、女の子「オリビア・モーガン」「アメリア」「ガーネット」「ルビー」「パール」「アイリス」「ヨハナ」「綾瀬 亜美」「キラ」「ダリア」が今まで限定モデルとして発売された。                                                                               |
| スーパードルフィー17           | 65cm   | SD17 | 限定モデルのみ。男の子「レイズナー」「アラン」「レイズナー・ザ・スカーフェイス」「光源氏」「ウィリアムズ・ザ・ダークネス・オブ・エンサイン」「土方 歳三」が今まで限定モデルとして発売された。                                                                                                  |
| スーパードルフィーグラフィティ | 62cm   | SDGr | 限定モデル里フルチョイスのみ。「近衛 竜也」「上村 稔」「沖田 総司」「伊達正宗」が発売された。13少年タイプとの衣装の交換性あり。 限定のみで女の子「アリス」「ロリーナ」「のの」「のの・スイートドリーム」「クリィミーマミ」「森沢優」「ベルダンディー」が発売された。                           |
| ミニスーパードルフィー         | 42cm   | MSD  | ボディは女の子・男の子(43cm)・天使の3サイプ。ヘッドは通常ヘッドと耳を付け替えられる妖精ヘッドの2タイプ。 |
| SDキュート                     | 42cm   | SDC  | ボディは男の子(44cm)・女の子の2タイプ。限定モデルのみ。ミニスーパードルフィーに比べ体型がほっそりしているため、衣服やウィッグの互換性はないとされているが、一部ウィッグは互換して使っている人もいる (MSD、SDCute用としてボークスより販売されている衣装もある) 。ウィッグは幼SDと互換性がある。 |
| 幼SD                           | 26.5cm |      | 限定モデルのみ。女の子・男の子・天使の3タイプ。女の子には2分割ボディとオリジンボディ (一体型ボディ) が有る。 |

### 非売品・未発売の種類
- 精天使SD - 23cmサイズ。ボディは天使タイプのみ。販売はされておらず、京都の霞中庵 竹内栖鳳記念館の一部を改装したSD専門展示施設「天使の里」でのイベントや、ドールズパーティーで行われるビンゴ大会などの景品として配布されている。その希少性のため、インターネットオークションに出品されると数十万円という高値がつくこともあり、ボークスの社長自ら「 (精天使が出品されたことについて) ショックを受けた。要らないのであれば返してください。」と発言したことがある。とはいえ、「喜怒哀楽」を表現した数種類あるヘッドの中から、ランダムで組み上げた一体が当選者に手渡されるため、必ず好みのヘッドが手に入るわけではなく、ヘッドの造形自体も「あたり」「はずれ」が大きいといわれている。ヘッドはA からG までの7種類がある(内一種類は眠り目) 。原型制作・大橋昇。
- 霊天使SD - 非売品。「あなたが未だこの世に生まれる以前の姿」を表現している。精天使SDよりも更に小さいサイズ。2007年2月22・23日に開催された「スーパードルフィーオーナーズ感謝祭in ハウステンボス」で公開された。以降、精天使SDと同じく自社イベントでの景品としてのみ配布されている。
- 母SD - 未発売。サイズ不明。「あなたが愛の結晶をその身の内に宿した頃」を表現している。また、天使の里に展示されている「全てのSDの母」である「聖母」を意味することもある。

霊天使SD、母SDに関しては、現在多様なサイズで販売されている韓国製キャストドールの国内進出を牽制する意味で、設定のみ先行発表したともいわれている。

### 素材、メイクの仕様遍歴
- スーパードルフィー (旧メイクバージョン) - 1999年から2002年にかけて販売されたバージョン。眉が太く、メイクがはっきりしている。現在は、フルチョイスでメイクタイプ「ソリッド」を選択することで、似たテイストのメイクのSDをオーダーすることができる。
- 新メイクバージョン - 2002年から2003年にかけて販売されたバージョン。ナチュラルメイクに変更された。また、一部のSDは新メイクバージョンの発売に伴ってウィッグやドールアイが変更された。
- 新ボディバージョン - 2003年5月以降販売されているバージョン。ピュアスキン素材と呼ばれる専用のレジンキャストが使用されている。
  - すわりっこボディ - いわゆる「女の子ずわり」ができるボディ。膝関節が通常のボディとは異なり深く曲げられるようになっている。
  - KIPS - keep it posed system の略。従来のSDよりもポーズをつけやすくしたボディ。ポーズを維持するため、関節にシリコンシートが挟み込まれている。

## 販売方法
SDの流通はボークス直営の店舗 (「天使の里」「天使のすみか」「ショールーム」の3形態) と通信販売、イベント販売に限られている。販売の際にはオーナーに対して「購入される」という表現はせず「お迎えになる」といった表現をして、購入することも一種の儀式として演出される。
- スタンダード - 常時、ボークスの店舗で売られているもの。組み立て済み (MSDは未組み立て) の人形とウィッグ、簡単な衣装がセットになっている。
- フルチョイス - ボディパーツの指定、瞳、髪の色、メイク、などを自由に選んでオーダーする。「天使のすみか」および「天使の里」と呼ばれる店舗でのみ受けられるサービス。ヘッドパーツには「天使の里」のみでオーダーできるものがあり、「里限定」と呼ばれている。
- 限定 - イベントやフェアなどに合わせて発売される仕様のもの。上記と違い、衣装が付属する。一定数 (一説には数百体程度) を生産し、再生産は行われなかったため、オークション等での高騰を招いていたが、2004年末以降、一部の限定モデルに関しては期間を限定しての受注生産方式が採用された事もあった (今後もその方式で販売されるものが出るかは不明) 。
- ワンオフ - 特定の人物 (フィニッシャーや職人などと称される) によってアレンジされた一点もの。廃番になったヘッドパーツや試作段階のパーツが使用されることがあり、付属する衣装も一点ものである場合が多い。「ドルパ」などのドールイベントや一ヶ月に一度「天使のすみか」にて発表され、一定期間展示した後オークションや抽選によって販売される。

### コラボレーションモデル
- イアン - 雑誌の企画で制作されたレジンキャスト製球体関節人形。冬目景の『文車館来訪記』に登場する人形をモデルとしている。
- 2002年春に「ゴシックロリータコラボレーション」として、「キラ (美白) ×BABY, THE STARS SHINE BRIGHT」、「サラ×BLACK PEACE NOW」、「ナナ×BLACK PEACE NOW」、「キラ×ATELIER-PIERROT」が数量限定で製作され販売された。キラ (美白) の服は、BABY, THE STARS SHINE BRIGHTのイメージガールの服をドール用に作ったもの、他は人間用と同じデザインの服である。
- 2003年に『ちょびっツ』のヒロイン「ちぃ」をモデルとしたスーパードルフィーと、『マリア様がみてる』の主人公・福沢祐巳と、その先輩・小笠原祥子をモデルとしたスーパードルフィーが限定販売された。
- 『下妻物語』が映画化された際、主人公「竜ヶ崎桃子」をモデルにしたスーパードルフィー、及びロリータ衣装のセットが販売された。数量限定で、本体にはシリアルナンバーが打たれた。衣装デザインはBABY, THE STARS SHINE BRIGHTが担当した。
- 2005年冬に『ローゼンメイデン』のヒロイン「真紅」を模したスーパードルフィーが数量限定で製作され抽選で販売された。
- 2006年冬に『h.NAOTO』とのコラボレーションモデル「くるみ」が数量限定で製作され抽選で販売された。
- 2007年冬に「BABY, THE STARS SHINE BRIGHT」とのコラボレーションモデル「トッピ」が数量限定で製作され抽選で販売された。
- 2007年春に「BABY, THE STARS SHINE BRIGHT」とのコラボレーションモデル「ルナ」が数量限定で製作され抽選で販売された。
- 2007年春に『ローゼンメイデン』の「翠星石」・「蒼星石」を模したスーパードルフィーが数量限定で製作され抽選で販売された。
- 2007年冬に『ローゼンメイデン』の「水銀燈」・「雛苺」を模したスーパードルフィーが数量限定で製作され抽選で販売された。
- 2008年春に「BABY, THE STARS SHINE BRIGHT」とのコラボレーションモデル「ローゼ」・「ビアンカ」が数量限定で製作され抽選で販売された。
- 2008年春に『秘密 -トップ・シークレット-』の「薪剛」を模したスーパードルフィーが数量限定で製作され抽選で販売された。
- 2008年夏に『h.NAOTO』とのコラボレーションモデル「ゆい・スィートドリーム」が数量限定で製作され抽選で販売された。
- 2008年夏に『h.NAOTO』とのコラボレーションモデル「蘭」が韓国でのドールイベント限定で製作され抽選で販売された。
- 2010年春に『h.NAOTO』とのコラボレーションモデル「蘭」・「ヒューイ」が数量限定で製作され抽選で販売された。
- 2010年夏に「BABY, THE STARS SHINE BRIGHT」とのコラボレーションモデル「リーゼロッテ」・「シャルロッテ」が数量限定で製作され抽選で販売された。
- 2011年春に『GOSICK -ゴシック-』の「ヴィクトリカ・ド・ブロア」・「久城一弥」を模したスーパードルフィーが数量限定で製作され抽選で販売された。
- 2012年冬に『魔法の天使クリィミーマミ』の「クリィミーマミ」・「森沢優」を模したスーパードルフィーが数量限定で製作され抽選で販売された。
- 2013年冬に『ああっ女神さまっ』の「ベルダンディー」を模したスーパードルフィーが数量限定で製作され抽選で販売された。
- 2019年夏に『Moi-même-Moitié』の「Mana様」を模したスーパードルフィーが数量限定で製作され抽選で販売された。
- 2021年秋に『リボンの騎士』の「サファイア」を模したスーパードルフィーが数量限定で製作され抽選で販売された。

## 販売店舗
いずれもボークス直営の店舗、オンライン通販サイトである。

### 天使の里
京都府嵯峨嵐山にある会員制の施設。詳細は霞中庵 竹内栖鳳記念館を参照。

### 天使の窓
東京都原宿にある旗艦店。上述の天使の里とは違い、非会員でも入店可能。

### 天使のすみか
秋葉原店、横浜店、宇都宮店、大阪店、広島店、神戸店、仙台店、札幌店、福岡店の全9店舗で展開。（2021年4月現在）

## 60cmクラスのスーパードルフィー同士の互換性

### 衣装に関する互換性
SDであっても女児の場合は、オプションの胴体と交換する事で、成人の体型にする事ができる。その場合、アンダーバストとウエストが細くなる。こうする事で衣装の互換性が概ね保たれているが、2004年10月にラインナップが大幅に変更され、オプションの胴体の単品での販売は行われていない。こうした事情から、SDにSD13の衣装を着せる場合、旧ボディのオプションパーツで成人体形にしていない場合は、ドレスのウェストがギリギリになるか着せられない場合がある。
SD13男児・SD16男児・SD17男児はひとまわり大きいので、衣装の互換性はほとんどない。SD16男児・SD17男児はSD13男児よりさらに胸板が厚いため、SD13男児用の衣装でも着せられない場合がある。
スタンダードタイプのスーパードルフィー同士でも、旧ボディと新ボディでは、若干のプロポーションの変更が行われているので、レオタードの様に体に密着する様な衣装に関しては、互換性があるとは言い切れないので注意が必要である。

### パーツの互換性
2004年10月の新ラインナップ (新ボディ) 以降、ボークスは四肢パーツ及び未塗装頭部パーツの単品販売を中止し、ユーザーが交換できるのは手首、足首、頭のみとなった。しかし、それ以前のモデル (旧ボディ) ではパーツ販売が行われると共に、細かな変遷があったので、簡単に解説する。
旧ボディと新ボディでは胴体と脚部の間の球体関節の形状が大きく異なる為、胴体と脚部の間には部品レベルでの互換性がない。しかし、首や肩の形状が近い為、頭部と腕部に関しては互換性がある (ただし、新ボディ以降に「ピュアスキン」という名称にて、素材となるレジンキャストが一新された為、肌の色や質感は異なる。) 。
旧ボディのSD13は独自の股関節機構を持っており、SDとの互換性がなく、またSD13少女とSD13少年の間にも互換性がない。
2004年10月以降のいわゆる「新ボディ」からは、少女モデルの関節の形状が統一された。こうしてSD少女とSD13少女との間には、胴体と首・四肢の互換性が確立された。なお新ボディ以降は、SD13と成人体形化されたSDとが統合された事で、ラインナップ上、SDは「10歳」のみとなり、「13歳」は全てSD13となった。

## 他のドールとの互換性
ここでは、60cmクラスのスーパードルフィー (SD、SD13の新旧ボディ) と他の種類の60cm級ドールとの、頭部などのパーツや衣装の互換性について記す。

### ユノス
荒木元太郎が原型を担当したレジンキャスト製球体関節人形。かつてボークスで販売されており、スーパードルフィーのエキストラモデルの扱いになっていた。
首の形状が異なるため加工が必要だが、スーパードルフィーのヘッドとユノスのボディとの組み合わせが可能である。スリーサイズが異なるため、衣装の互換性はない。

### 螺旋堂
かつて、スーパードルフィーの旧ボディと衣装の互換性があるレジンキャスト製球体関節人形 (『螺旋堂ドール』と呼ばれる) を制作・販売していたメーカー (このメーカーはいわゆるラブドールも制作していた。) 。
螺旋堂ドールには、SDと同様に男女のモデルが存在するが、ボディーにはバリや気泡などが多く、スーパードルフィーと比較し品質が劣る。
しかしながら、少女タイプの螺旋堂ドールには各パーツについて、SD旧少女ボディと互換性があるため、SD旧少女ボディと螺旋堂ドールとでパーツを混在させた作例が存在する。
特に頭部に関しては、顔立ちや表情の独自性を求める一部のスーパードルフィーオーナーの支持もあって、比較的受け入れられている。
このため、スーパードルフィーのボディと組み合わせた作例がいくつかインターネット上に公開されている。
なお螺旋堂は、ドルフィー・ドリームを意識した様なプロポーションのレジンキャスト製球体関節人形を「新ボディ」と銘打って発表したが、実際に流通したかどうかは不明である。
母体経営者が品質＜利益を強いたことから職人総辞職。

### 外国製キャストドール
日本国外のメーカー製のレジンキャスト製の球体関節人形の。韓国メーカーが多く参入しているため、「韓国製ドール」「韓ドル」などと呼ばれるが、中国やアメリカのメーカーも参入している。
スーパードルフィーとパーツや衣装に互換性がある。肌色や質感が若干異なるものの、メイクや衣装でごまかせるためスーパードルフィーのヘッドやボディと組み合わせた作例がいくつかインターネット上に公開されている。参入メーカーが多いためパーツのバリエーションが多く、メーカーごとの個性が強いことから熱狂的なファンが存在する。
一方で、スーパードルフィーやユノアと酷似したドールを販売しているメーカーが存在する。

### カスタマイズドール
60センチクラスのカスタマイズドールには、オビツ60の様に、スーパードルフィーとある程度の衣装の互換性があるものが存在する (なお、アタッチメントを自作する事で、オビツ60にスーパードルフィーなどの頭部を取り付ける事も可能である。) 。

### 創作人形
スーパードルフィー用の衣装や、グラスアイなどのオプションパーツの流通量は他の同クラスの人形用の衣装よりも豊富なので、オリジナルのドールの製作者の中にはスーパードルフィーとの互換性を意識して制作している者がいるため、創作系ドールの中にはスーパードルフィーと互換性を持つものがある。また、スーパードルフィーに限らず、ドール用のオリジナルヘッドのみを制作・販売しているメーカーも存在する (Real Missing Linkなど。) 。

### Blythe、Pullip
Blythe、Pullipも参照
ヘッドサイズが10インチとスーパードルフィーのヘッドサイズと近いことから、ウィッグやヘアアクセサリーは共有することができる。プーリップヘッドをスーパードルフィーボディと組み合わせた者も居るが、かなりの技量を要する。

### フィギュア
大型のフィギュアの頭部をスーパードルフィーボディと組み合わせた者も居るが、かなりの技量を要する。

## 外国製キャストドールとの関係
ボークスは朝日ソノラマ刊の「スーパードルフィーパーフェクトカタログ」の116ページ目において、2003年に韓国のソウルに進出した事をレポートする文章の中で、「残念な事にスーパードルフィーの類似品の存在が明らかになった」と主張し、それらを「法の目をくぐり抜けようとした確信犯的類似品」などと表現して非難しており、ドールイベントへの海外製キャストドールの持込を規制している (その次のページでは、京都府警に検挙された日本国内のスーパードルフィーの模造犯に関するレポートが掲載されている。) 。
2006年に開催されたドールイベントで、意匠権の侵害を理由に「SDとその関連製品に類似した海外製ドールの持込を禁止する」という規制が設けられ、その曖昧な基準を巡って現在も議論が絶えない状態である。一方で、幼SDやSD16・SD17は、以前から外国製キャストドールで高い人気があった「小型幼児タイプ」と「長身青年タイプ」の模倣ではないかという見方もある。